# Petrakia
Petrakia is een geslacht van schimmels behorend tot de familie Pseudodidymellaceae. De typesoort is Petrakia echinata.

## Soorten
Volgens Index Fungorum telt het geslacht tien soorten (peildatum oktober 2023):
| Soortnaam                | Auteur(s)                                                    | Publicatiejaar |
| ------------------------ | ------------------------------------------------------------ | -------------- |
| Petrakia aesculi         | (C.Z. Wei, Y. Harada & Katum.) Jaklitsch & Voglmayr          | 2017           |
| Petrakia deviata         | Petr.                                                        | 1937           |
| Petrakia echinata        | (Peglion) Syd. & P. Syd.                                     | 1913           |
| Petrakia fagi            | (C.Z. Wei, Y. Harada & Katum.) Beenken, Andr. Gross & Queloz | 2020           |
| Petrakia greenei         | Beenken, Andr. Gross & Queloz                                | 2020           |
| Petrakia irregularis     | Aa                                                           | 1968           |
| Petrakia juniperi        | Bedlan                                                       | 2017           |
| Petrakia liobae          | Beenken, Andr. Gross & Queloz                                | 2020           |
| Petrakia minima          | (A. Hashim. & Kaz. Tanaka) Beenken, Andr. Gross & Queloz     | 2020           |
| Petrakia paracochinensis | M.K.M. Wong, Goh & K.D. Hyde                                 | 2002           |